# Montherod

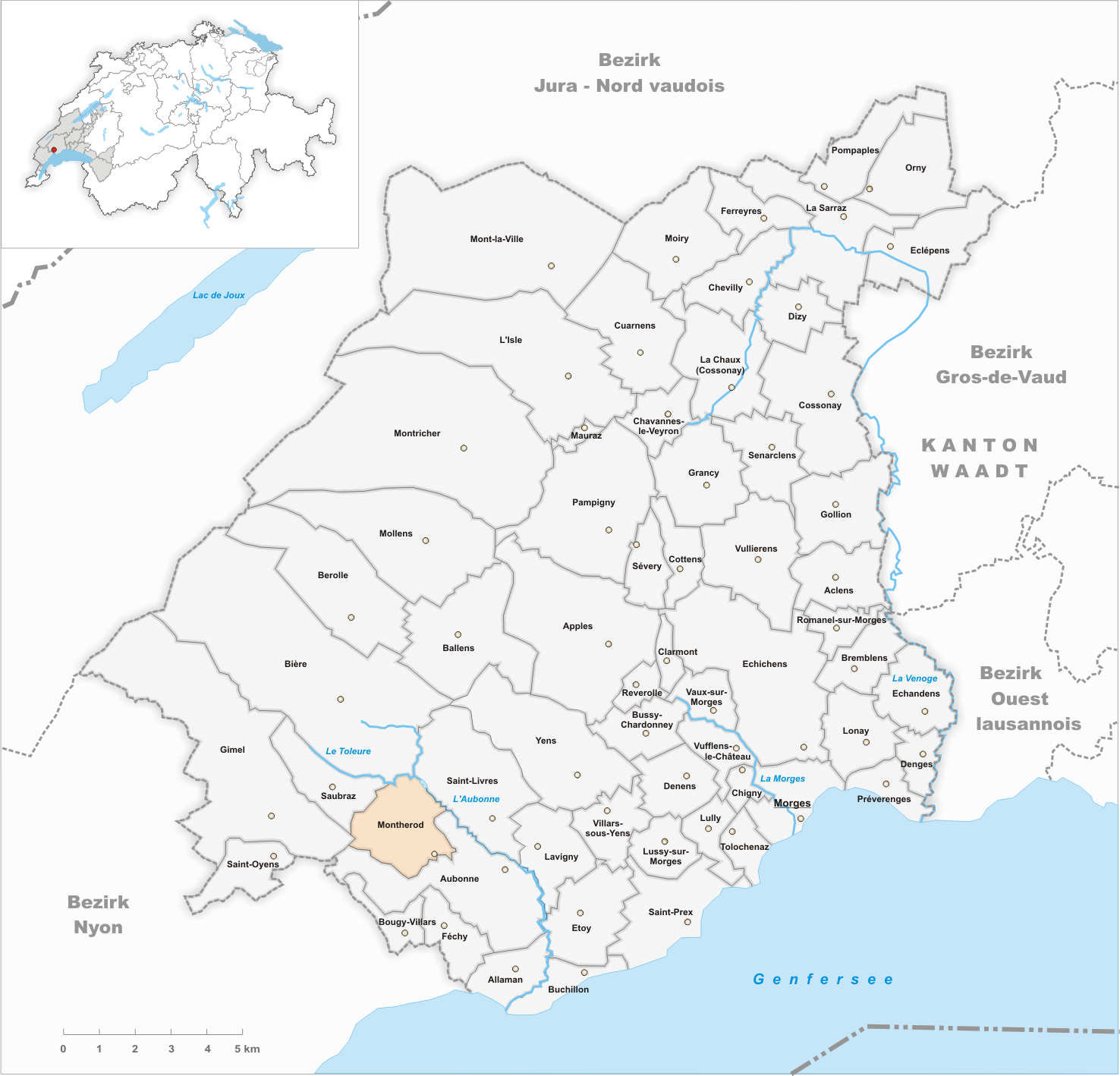
Gemeindestand vor der Fusion am 1. Januar 2021

Montherod ist eine Ortschaft in der Gemeinde Aubonne im Distrikt Morges des Kantons Waadt in der Schweiz. Am 1. Januar 2021 fusionierte sie mit Aubonne.

## Geographie
Montherod liegt auf 593 m ü. M., 10 km westlich der Bezirkshauptstadt Morges (Luftlinie). Das Bauerndorf erstreckt sich auf dem Plateau oberhalb der Waadtländer Côte, westlich des tiefen Taleinschnitts des Flüsschens Aubonne.
Die Fläche des ehemaligen, 5,0 km² grossen Gemeindegebiets umfasste einen Abschnitt der Hochfläche am Jurafuss. Der südliche Teil liegt im Quellgebiet des Baches Armary. Nach Norden erstreckte sich der Gemeindeboden über das Tal der Sandoleyre und den Wald Bois des Soules bis zum Tal der tief in die Molasseschichten eingegrabenen Saubrette. Die nordöstliche Grenze bildet der Flusslauf der Aubonne, die bei La Vaux in einem kleinen Weiher aufgestaut ist. Der höchste Punkt von Montherod wird mit 692 m ü. M. auf dem Hochplateau bei La Fouly erreicht. Von der Gemeindefläche entfielen 1997 5 % auf Siedlungen, 46 % auf Wald und Gehölze, 48 % auf Landwirtschaft und etwas weniger als 1 % war unproduktives Land.
Zu Montherod gehörten einige Einzelhöfe. Nachbargemeinden waren Aubonne, Gimel, Saubraz, Bière und Saint-Livres.

## Bevölkerung
Mit 534 Einwohnern (Stand 31. Dezember 2018) gehörte Montherod zu den kleinen Gemeinden des Kantons Waadt. Von den Bewohnern sind 87,0 % französischsprachig, 4,6 % deutschsprachig und 3,0 % englischsprachig (Stand 2000). Die Bevölkerungszahl von Montherod belief sich 1900 noch auf 265 Einwohner. Nachdem die Bevölkerung bis 1970 auf 173 Einwohner abgenommen hatte, wurde seither eine rasante Bevölkerungszunahme mit einer Verdoppelung der Einwohnerzahl innerhalb von 30 Jahren verzeichnet.

## Wirtschaft
Montherod war bis in die zweite Hälfte des 20. Jahrhunderts ein vorwiegend durch die Landwirtschaft geprägtes Dorf. Noch heute spielt die Landwirtschaft als Erwerbszweig der Bevölkerung eine wichtige Rolle, wobei der Ackerbau und die Viehzucht dominieren. Weitere Arbeitsplätze sind im lokalen Kleingewerbe und im Dienstleistungssektor vorhanden. Auf dem früheren Gemeindegebiet befinden sich das Holzmuseum und ein Grossteil des Arboretums von Aubonne. In den letzten Jahrzehnten hat sich das Dorf zu einer Wohngemeinde entwickelt, weshalb viele Erwerbstätige auswärts ihrer Arbeit nachgehen.

## Verkehr
Die Ortschaft ist verkehrstechnisch gut erschlossen. Sie liegt an der Hauptstrasse, die von Aubonne via Gimel über den Col du Marchairuz in das Vallée de Joux führt. Durch den Postautokurs, der von Allaman über Aubonne nach Gimel verkehrt, ist Montherod an das Netz des öffentlichen Verkehrs angebunden. Bis 1950 hielt mit dem Chemin de fer Allaman–Aubonne–Gimel auch eine Strassenbahn in Montherod.

## Geschichte
Die erste urkundliche Erwähnung des Ortes erfolgte im 13. Jahrhundert unter dem Namen Montero. Später erschienen die Bezeichnungen Monterot (1344) und Montherot (1349). Der Ortsname leitet sich von Mont verbunden mit dem Personennamen Turold ab. Montherod unterstand den Herren von Aubonne. Seit der Eroberung der Waadt durch Bern im Jahr 1536 teilte das Dorf die Geschicke von Aubonne und kam 1701 an die Landvogtei Aubonne. Nach dem Zusammenbruch des Ancien Régime gehörte Montherod von 1798 bis 1803 während der Helvetik zum Kanton Léman, der anschliessend mit der Inkraftsetzung der Mediationsverfassung im Kanton Waadt aufging. 1798 wurde es dem Bezirk Aubonne zugeteilt.

## Persönlichkeiten
- Georges-André Chevallaz